# Азербайджано-бахрейнские отношения
Азербайджано-бахрейнские отношения — текущие двусторонние отношения между Азербайджанской Республикой и Королевством Бахрейн.

## Дипломатические отношения
Дипломатические отношения между двумя странами были установлены 6 ноября 1996 года.
Отношения между Азербайджаном и Бахрейном существуют в основном в рамках международных организаций, в частности Организации Объединенных Наций и Организации исламского сотрудничества.
Официального посольства Азербайджана в Бахрейне нет, однако у Азербайджанской Республики есть чрезвычайный и полномочный посол в Королевстве Бахрейн, резиденция которого находится в Саудовской Аравии.
В Национальном Собрании Азербайджана действует рабочая группа по межпарламентским связям между Азербайджаном и Бахрейном. Руководителем рабочей группы является Низами Джафаров.

### Официальные документы
- Меморандум о взаимопонимании между Министерством иностранных дел Азербайджана и Министерством иностранных дел Королевства Бахрейн, подписанный в Манаме 4 января 2006 года.[6]
- Подписанный в Манаме 10 марта 2008 года Меморандум о взаимопонимании по военному сотрудничеству между Правительством Азербайджанской Республики и Правительством Королевства Бахрейн.[7]

### Чрезвычайные и Полномочные послы
Ниже представлен список послов Азербайджана в Королевстве Бахрейн:
- Эльман Араслы — Указом Президента Азербайджанской Республики от 28 сентября 2002 года Эльман Араслы был назначен Чрезвычайным и Полномочным послом Азербайджанской Республики в государстве Бахрейн с резиденцией в Эр-Рияде.[8][9] Был отозван с этой должности приказом Президента Азербайджана от 28 марта 2006 года.[10]
- Тофик Абдуллаев[11] — Распоряжением Президента Азербайджана от 26 июля 2006 года Чрезвычайный и Полномочный посол Азербайджанской Республики в Королевстве Саудовская Аравия Тофиг Абдуллаев назначен Чрезвычайным и Полномочным послом Азербайджанской Республики в Королевстве Бахрейн с резиденцией в Эр-Рияде.[12] Был отозван с этой должности приказом от 5 сентября 2012 года.[13]
- Расим Рзаев — Распоряжением Президентта Азербайджана от 27 февраля 2013 года Расим Рзаев назначен Чрезвычайным и Полномочным послом Азербайджанской Республики в Королевстве Бахрейн с резиденцией в Эр-Рияде.[14] Был отозван с этой должности приказом от 29.01.2018 г.[15]
- Шахин Абдуллаев[16] — Распоряжением Президентта Азербайджана от 2 апреля 2018 г Шахин Абдуллаев назначен Чрезвычайным и Полномочным послом Азербайджанской Республики в Королевстве Бахрейн с резиденцией в Эр-Рияде.[17]